# Kleed van Edessa
Het Kleed van Edessa of Mandylion was een relikwie waarop het gezicht van Jezus te zien zou zijn.

## Legende
Volgens de legende, die later werd opgeschreven door Eusebius van Caesarea (circa 263-circa 339), had de invalide koning van Edessa, Abgar/Abgar V van Osrhoene die leefde van 13 tot 50 na Christus, Jezus geschreven hem te genezen. In plaats van Jezus zou de apostel Judas Thaddeüs gekomen zijn, die een kleed droeg met daarop een afbeelding van het gezicht van Jezus. Toen de koning het gezicht van Jezus zag, werd hij op miraculeuze wijze genezen.

## Geschiedenis
Het Kleed van de Aramese staat Edessa werd halverwege de 6e eeuw gevonden achter enkele stenen in een van de stadspoorten van Edessa (Byzantijnse Rijk), tegenwoordig bekendstaand als Şanlıurfa in Turkije. Men was toen bezig met herstelwerkzaamheden na een grote overstroming die Edessa trof in 525. Aan het einde van de 6e eeuw schreef Evagrius Scholasticus dat Edessa beschermd werd door een portret van Jezus dat "door God en niet door mensenhanden" gemaakt was en dat door Jezus naar Abgar was gezonden. Onbekend is waarom het kleed verborgen werd gehouden. Mogelijk is dat gebeurd om het te beschermen tegen het Perzische leger, of, als het kleed ouder is, tegen vervolgers van christenen. Er zijn aanwijzingen dat de Romeinse keizer Constantijn in de streek rond Edessa actief christenen heeft vervolgd. Als het kleed inderdaad uit de 1e eeuw na Christus zou stammen, is het ook mogelijk dat het verstopt is voor Ma'nu VI, zoon en opvolger van Abgar V, waarvan gedacht wordt dat hij zich tot het heidendom bekeerde.
In 730 schreef de heilige Johannes Damascenus (voor zover bekend) voor het eerst dat het kleed een lijkkleed was. 
De tiende-eeuwse Codex Vossianus in het Vaticaan spreekt een persoon met de naam Smera die rond 950 in Constantinopel leefde maar op bedevaart was geweest in Edessa en een kleed beschreef met een afbeelding van een geheel lichaam in plaats van alleen een gezicht: "(non tantum) facie figuram, sed totius corporis figuram cernere poteris".
Op 15 augustus 944 werd het Kleed van Edessa overgebracht van Edessa naar Constantinopel, het huidige Istanboel. Edessa was sinds 639 in handen van de Arabieren, en het Kleed van Edessa werd door het christelijke Constantinopel geruild tegen islamitische gevangenen. Op de dag na de aankomst hield Gregorios Referendarius, de aartsbisschop van de Hagia Sophia, een preek over het kleed. Deze preek is enige tijd geleden door de classicus Gino Zaninotto in de archieven van het Vaticaan teruggevonden. In deze preek wordt expliciet gesproken over de afbeelding van een heel lichaam en niet alleen een gezicht. Ook wordt een bloedvlek aan de zijkant van het lichaam genoemd.
In 1204 werd Constantinopel door kruisvaarders veroverd. Enkele schatten, al dan niet inclusief het kleed, werden meegenomen naar West-Europa. Sinds die verovering van Constantinopel is niets meer van het kleed vernomen.

## Lijkwade
Volgens sommigen zijn het Kleed van Edessa en de bekendere Lijkwade van Turijn een en hetzelfde reliek.  

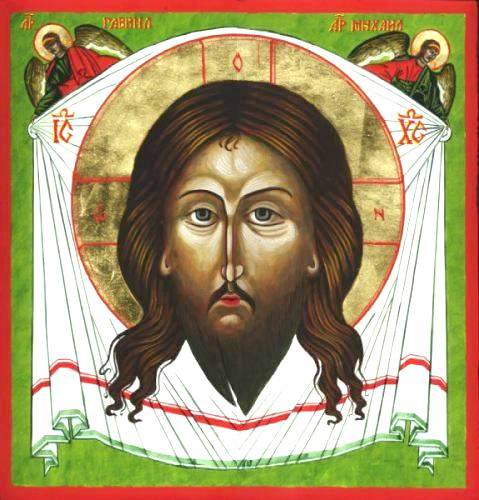
Een icoon geïnspireerd op Mandylion
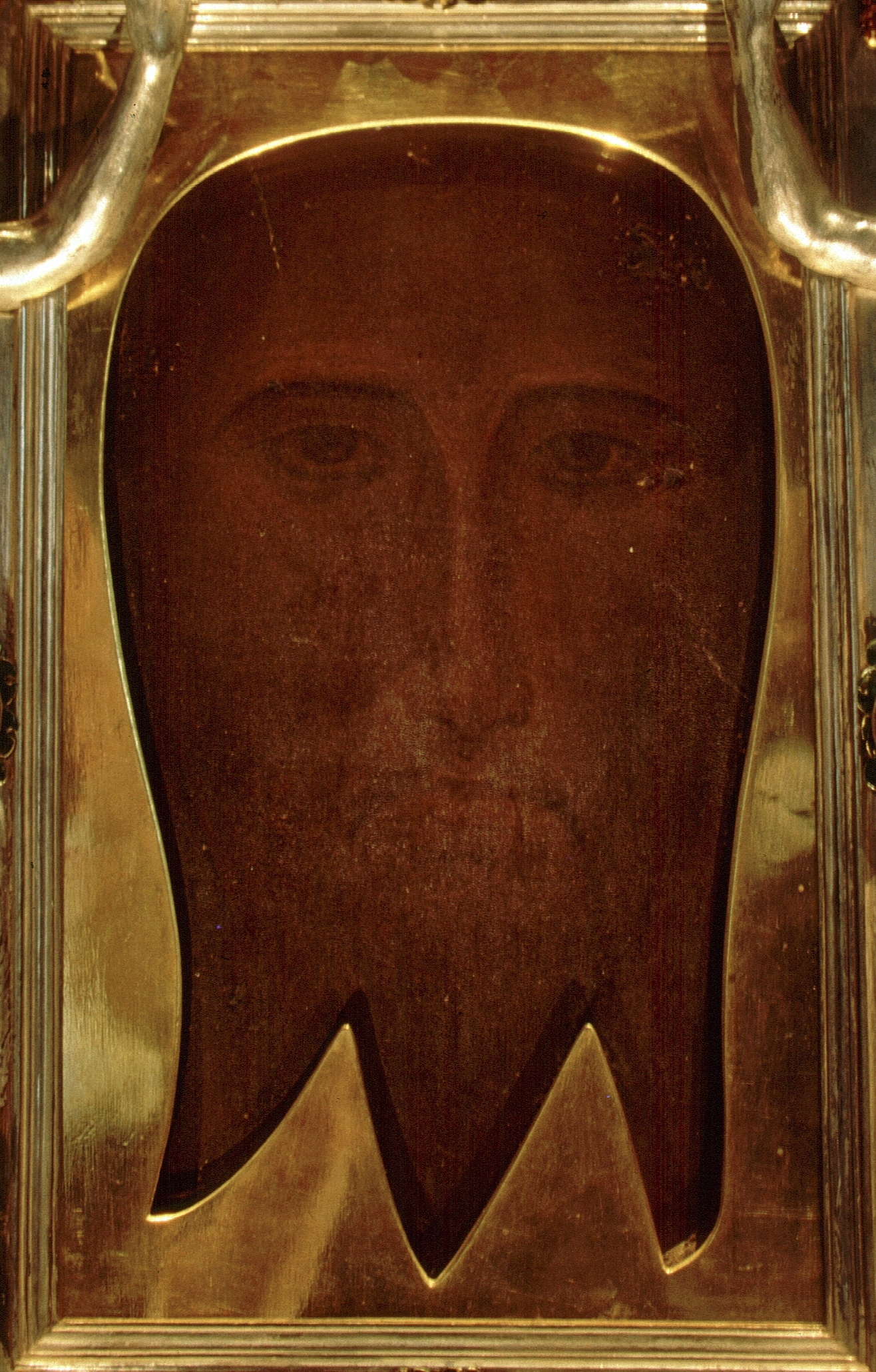
Icoon "Het Mandylion van Edessa" uit de privékapel van de paus in het Vaticaan